# La Mamounia
Pour les articles homonymes, voir Mamounia.
L'hôtel de la Mamounia appelé couramment La Mamounia  est un hôtel cinq étoiles situé au Maroc. Faisant face aux montagnes de l'Atlas, il est situé au cœur de la vieille ville de Marrakech, à l'ouest. Comme le jardin Majorelle, la mosquée de la Koutoubia ou la place Jemaa el-Fna, ce palace est considéré par beaucoup comme un lieu « mythique » de la ville. Il est la propriété de la Ville de Marrakech, et de la caisse des dépôts marocaine.

## Histoire
Les remparts entourent le site, appartenant au calife Abdal-Mou'min, le premier des Almohades, dès le XIIe siècle.
Au XVIIIe siècle, ce qui est aujourd'hui La Mamounia est un verger ou un jardin adossés aux remparts de la vieille ville, appartenant au sultan alaouite Sidi Mohammed Ben Abdellah et sa femme Lalla Fatima. Il dessine les jardins pour son fils le prince Mamoun, et lui offre comme cadeau de mariage. Le nom « Arsal el Mamoun » est alors donné par le prince, nom qui devient « Arsat Mamounia ». Un système d'irrigation performant y est présent.
Le premier bâtiment qui sera suivi de plusieurs autres, le Pavillon de la Mamounia, appelé par la suite le « Palais de La Mamounia », apparait au XIXe siècle et ressemble à « maison bourgeoise posée en plein désert » ; celui-ci est détruit vers 1922.
Mais l'idée d'un grand hôtel germe vers 1920. L'année suivante, Albert Laprade signe les premiers plans pour la future construction, suivi d'un second dessiné par Robert Lièvre ; les deux projets n'aboutissent pas. En 1923, les architectes Henri Prost et Marchisio dirigent le début des travaux de l'hôtel et sa cinquantaine de chambres sur un seul étage, pour le compte de l'Office national des chemins de fer (ONCF), le maître d’ouvrage. Jacques Majorelle décore le salon qui porte son nom. En 1925, l'hôtel, à la décoration sobre et moderne, et occupant un bâtiment central avec une unique aile nommée « Aile Koutoubia », ouvre. Celui-ci prend le patronyme féminin de La Mamounia. Au départ, le lieu est plutôt réservé aux longs séjours : on y vient avec ses meubles.

### Sous le règne d'Hassan II
Sur l'impulsion du roi Hassan II, dans un premier temps en 1977, une toute première rénovation est effectuée en neuf mois par le jeune architecte marocain Aziz Lazrak et le décorateur français Jean-Louis Chollet qui travaille à ses côtés. Ils sont à l'époque conseillés par l'architecte du Roi, Jean-Emile Duhon. Cette première intervention est suivie par celle d'André Paccard « décorateur du roi » qui rénove l'hôtel en cinq mois, à la fin des années 1980, avec un mélange de décoration art-déco et de tradition marocaine, et en lui ajoutant un quatrième étage, une aile supplémentaire, ainsi qu'un casino,. L'hôtel a alors 200 chambres. Quatorze ans plus tard, c'est Alberto Pinto qui entreprend de nouveau une rénovation ; depuis la fin de la Seconde Guerre mondiale, époque durant laquelle l'hôtel avait doublé le nombre de ses chambres pour atteindre le nombre de 100 et s'était vu pourvu d'une seconde aile, c'est la cinquième rénovation que compte La Mamounia.
Comme son père 20 ans plus tôt, le roi Mohammed VI insuffle une remise en état des lieux : La Mamounia ferme ses portes en 2006. Le mobilier, fauteuils, tableaux, lampes, linge, et même les calèches, sont vendus aux enchères trois ans plus tard durant le premier semestre 2009.

### 2009 autre rénovation
Septembre 2009, après plusieurs années de fermeture et 120 millions d'euros de travaux, La Mamounia ouvre ses portes sur une atmosphère tout en clair-obscur et demi-teintes, réalisée par Jacques Garcia, décorateur connu entre autres pour sa réalisation de l’Hôtel Costes à Paris. Il reconstitue les salons d'avant la rénovation des années 1980, et adopte une nouvelle décoration au style hispano-mauresque. Composé de plus de 200 « chambres » et avec une augmentation notable des tarifs, l'hôtel voit sa piscine agrandie, et 2 500 m2 sont attribués au spa sous enseigne Shiseido, comprenant plusieurs salles de soins, deux piscines à ozone, et trois hammams.
Le palace emploie alors environ 800 personnes au total et remet maintenant un prix littéraire dont le but est de promouvoir la littérature franco-marocaine. Tous les livres qui participent à ce prix viennent ensuite enrichir la bibliothèque de l'hôtel,.

### 2018: vers la privatisation de La Mamounia
En octobre 2018,  le magazine Conde Nast Traveler US place l’hotel en tête de son classement des meilleurs hôtels du monde et de son classement des meilleurs hôtels d'Afrique.
En novembre 2018, Mustapha El Khalf, porte-parole du gouvernement et ministre délégué chargé de Relations avec le Parlement et la Société civile, annonce que le gouvernement va lancer une procedure de privatisation de l’hôtel (ainsi que de la centrale électrique de Tahaddart). Rabat estime que la privatisation rapportera six milliards de dirhams.
Une nouvelle rénovation en deux étapes (2020 zt 2023), réalisée par Patrick Jouin et Sanjit Manku, se termine fin 2023, voyant l'apparition d'un cinéma ainsi que d'une œnothèque.

## Restaurants et jardins

### Restaurants
La Mamounia dispose de quatre restaurants : Jean-Georges Vongerichten est le Chef du Restaurant L'italien et du Restaurant l'asiatique, et Rachid Agouray pour les spécialités marocaines, ainsi qu'un buffet méditerranéen. Un potager de 1 500 m2 permet d'approvisionner de nombreux légumes.

### Jardins
Composés d'oliviers, de palmiers, de rosiers, de jacarandas, d'orangers, de pins d'Alep, de bougainvillées, de lauriers-roses et, ainsi qu'une allée de 80 cactus, les jardins occupent une surface de huit hectares,, au sein d'un domaine de quinze hectares au total, et sont entretenus par 70 jardiniers. Le minaret de la Koutoubia, ainsi que les sommets enneigés de l'Atlas, sont visibles au-delà des jardins.

## Personnalités
Au cours de son histoire, le palace voit passer plusieurs personnalités : « politiques, hommes d'affaires, stars de cinéma, écrivains ou journalistes ». Maurice Ravel y joue du piano, Winston Churchill client régulier y peint et boit, donnant son nom au bar de l'hôtel, Le général de Gaulle y aurait dormi une unique nuit dans un lit réalisé sur mesure à cause de sa grande taille,, Pierre Joxe et Pierre Bérégovoy s'y bagarrent, Philippe Douste-Blazy et Dominique Cantien y font une scène de ménage, Arielle Dombasle et Bernard-Henri Lévy y ont leurs habitudes, Dominique Strauss-Kahn et Anne Sinclair y dînent lors des travaux de leur riad. Violaine Vanoyeke y écrit plusieurs de ses livres. Elle s'est inspirée de l'architecture et des jardins de la Mamounia pour sa propriété La Pharaonne dans le sud de la France. Elle y a aussi enregistré plusieurs de ses émissions télévisées.
Mais également depuis 1923, les chanteurs Joséphine Baker, Maurice Chevalier, Édith Piaf, Ray Charles, Brel, Aznavour, Elton John ; Paul McCartney, qui y compose la chanson Mamunia présente sur l'album des Wings, Band on the Run ; le monde du cinéma avec Chaplin, Marlene Dietrich, Danielle Darrieux, Michèle Morgan, Pierre Brasseur, Charlton Heston, Orson Welles, Lelouch, Nicole Kidman, Shay Mitchell, Sophie Marceau ou Sarah Jessica Parker pendant le tournage de Sex and the City 2 ; l'écrivaine Marguerite Yourcenar, ou Colette, Jean-Edern Hallier, les politiques Richard Nixon, Ronald Reagan, Jack Lang, ou Jacques Chirac, le monde de la mode avec Thierry Mugler ou Ted Lapidus
L'escroc Anna Delvey y passe des vacances aux frais d'une amie, élément qui sera ensuite utilisé contre elle lors de son procès.

## La Mamounia et le cinéma
Des scènes de L’Homme qui en savait trop de Hitchcock y sont tournées,. Erich von Stroheim y vient en repérages. Dès les années 1950, l'hôtel est utilisé plus régulièrement pour des tournages de cinéma.
L'hôtel est un lieu important du Festival international du film de Marrakech depuis sa première édition.